# 桂红霸鹟
桂红霸鹟（学名：Pyrrhomyias cinnamomeus），是雀形目霸鹟科的一种鸟类，属于单型的桂红霸鹟属（学名：Pyrrhomyias）。
桂红霸鹟体重约9.9克，翼长约69.9毫米，喙宽度约5毫米，喙厚度约3.1毫米，嘴峰长约13.6毫米，跗蹠长约12.8毫米，尾长约61.3毫米。
桂红霸鹟是留鸟，栖息在森林，它们是食肉动物，主要以昆虫、蜘蛛等陆生无脊椎动物为食。

## 亚种
- Pyrrhomyias cinnamomeus vieillotioides，分布在委内瑞拉西北部。
- Pyrrhomyias cinnamomeus spadix，分布在委内瑞拉东北部。
- Pyrrhomyias cinnamomeus pariae，分布在委内瑞拉的帕里亚半岛。
- Pyrrhomyias cinnamomeus pyrrhopterus，分布在哥伦比亚到委内瑞拉西北部、厄瓜多尔和秘鲁北部。
- Pyrrhomyias cinnamomeus cinnamomeus，分布在秘鲁东部至阿根廷西北部。[4]